# Lása (Paphos)
Lása (grec moderne : Λάσα) est un village chypriote de plus de 67 habitants, situé dans le district de Paphos.